# Снігур Сергій Васильович
Сергі́й Васи́льович Снігу́р (*6 жовтня 1961, Біляївка, Одеська область) — український перекладач і перекладознавець.

## Біографія
Сергій Снігур народився в Біляївці. Нащадок учасників Турбаївського повстання 1789-93 років, засновників села Яськи Одеської області. Навчання почав у середній школі № 5 у Йошкар-Олі. Закінчив спеціалізовану середню школу № 2 з поглибленим вивченням англійської мови в Миколаєві.
Після закінчення школи працював слюсарем-складальником на Миколаївському трансформаторному заводі. Від 1979 року мешкає в Одесі.
1980 року вступив на факультет романо-германської філології Одеського державного університету імені Іллі Мечникова, 1985 року здобув диплом філолога, перекладача, викладача. Вивчав мистецтво художнього перекладу в міжнародній школі інтерпретації та перекладу художніх і науково-гуманітарних текстів «Перекладацька майстерня 2000—2001» під керівництвом Марії Габлевич і теорію перекладу в аспірантурі при кафедрі перекладознавства і контрастивної лінгвістики імені Григорія Кочура Львівського національного університету імені Івана Франка (2001—2005).
Після закінчення університету Сергій Снігур працював перекладачем, адміністратором і бібліотекарем на пасажирських суднах Чорноморського морського пароплавства. Був науковим працівником в Інституті розробки і впровадження авторських методів навчання при Академій педагогічних наук України (разом з директором інституту Р. Ю. Мартиновою написав і видав підручник English for Beginners / «Англійська для початківців»). Обіймав посаду виконавчого директора агенції «Глобал Сервіс». Викладав англійську мову в Одеській національній юридичній академії. У Міжнародному гуманітарному університеті викладав письмовий переклад і розроблений ним для студентів 2-го року навчання курс «Історія перекладу і перекладознавства»; запровадив прийняття студентами-перекладачами кодексу професійної етики – Клятви Ієроніма.
1993 року Сергій Снігур зіграв роль другого плану (під псевдонімом Сергей Ругенс) – власника крамниці/трупарні/пошти – у фільмі страхіть «Dark Waters».
Від закінчення навчання в університеті працює письмовим і усним (включно з синхронним) перекладачем з англійської українською та російською і у зворотному напрямку в різноманітних міжнародних заходах і проєктах в Україні та за її межами, організованих і фінансованих різними організаціями і проєктами. Це, зокрема, «Project HOPE», Світовий банк, Посольство США в Україні, ОБСЄ, International Transport Workers' Federation, Місія Європейського Союзу з прикордонної допомоги Молдові та Україні, СММ ОБСЄ, Операція "Orbital" і Операція "Unifier".
До липня 1998 року був одружений з Любов'ю Снігур (до шлюбу Горковенко), діти – Анна (КНУТКТ ім. І.Карпенка-Карого, операторка-постановниця ігрового кіно) і Марія (КНУТКТ ім. І.Карпенка-Карого, режисерка ігрового кіно), 1985 р. н.

## Перекладацька діяльність
Перші спроби Сергія Снігура в галузі художнього перекладу були під час навчання в університеті. Дебютом стала публікація в московському журналі «Искусство кино» фрагментів перекладу роману Є. Косинського «Розфарбований птах» (J. Kozinsky. The Painted Bird). Переклад був визнаний найкращою роботою номера. Після цього переклади російською мовою різного формату статей друкувалися в періодичних виданнях Одеси і Харкова. Окрім того, київське видавництво «Альтерпрес» видало його переклад повісті А. Нортон «Невідомі зірки» (A. Norton. Uncharted Stars).
Для одеської театральної лабораторії «Театр на Чайній» перекладені п'єси сучасного американського драматурга Девіда Айвза (David Ives). В 2014 році поставлена перша з них – «Час летить» (Time Flies).
Перший переклад українською з'явився в «Post-Поступі» 1994 року. Після цього переклади українською друкувалися ще у виданнях «Кіно-Театр» і «Всесвіт».

## Праці

### Найважливіші переклади

#### Українською з англійської
- «Recollections of the Emperor Napoleon, during the first three years of his captivity on the island of St. Helena: including the time of his residence at her farther's house», The Briars, by Mrs. Abell, (late Miss Elizabeth Balcombe.) London, John Murray, 1845 – Спогади про імператора Наполеона, про його перші три роки перебування у полоні на острові Святої Гелени, включно з часом його проживання у Шипшиновій оселі, будинку її батька, що їх написала пані Ейбл, (колишня панна Елізабет Болком)"
- John Steinbeck, «Of Mice and Men» – Джон Стейнбек. Про мишей і людей – К.: Вид. група КМ-БУКС, 2016. – 128 с.
- T. Coraghessan Boyle, «Greasy Lake» – Т. Корагесан Бойл. Брудне озеро // Всесвіт, 2011, № 11-12
- David H. J. Morgan, «Discovering Men» – Девід Морґан. Вивчаючи чоловіків у патріархальному суспільстві // Записки перекладацької майстерні. – Т. 3. – Львів, 2002. – С. 6-18.; Ґендерний підхід: історія, культура, суспільство. – Львів, ВНТЛ-Класика, – 2003. – С. 151—165
- Sherry B. Ortner, «Is Female to Male as Nature Is to Culture?» – Шеррі Б. Ортнер. Чи можна зіставити жіноче з чоловічим так, як зіставляють природу з культурою? // Альманах Перекладацької майстерні 2000—2001. Том 2. Книга 1. Наукові переклади і дослідження / Львівський нац. ун-т ім. І. Франка, Центр гуманітарних досліджень. – Львів-Дрогобич: Коло, 2002. – С. 124—151
- Amy Tan, «The Joy Luck Club» – Емі Тан. Клуб веселощів і удачі // Всесвіт, 2005, № 9/10

#### Російською з англійської
- Jerzy Kozinsky, «The Painted Bird» – Ежи Косинский. Раскрашенная птица // Искусство кино, 1994, № 10, 11
- Andre Norton, «Uncharted Stars» – Нортон А. Неведомые звезды // А. Нортон. Камень предтеч. – К.: Альтер Пресс, 1996. – С. 213—408
- Arthur Miller, «Focus» – Артур Миллер. Фокус.
- David Ives, «Time Flies», «Mere Mortals», «The Universal Language» – Дэвид Айвз. Время летит.  Обыкновенные смертные. Всеобщий язык – для постановки в одеській театральній лабораторії «Театр на Чайній».

#### Англійською з російської
- Timokhova I., «Nikolay Prokopenko» (И. Тимохова. Николай Прокопенко. Заслуженный художник Украины) К.: Альма-пресс, 2006. — 208 с.: ил.
- Переклад субтитрів документального фільму «Время госпиталя» (автори: М. Жуковська, О. Цьона, М. Ткачук, А. Шкварла, 2014)
- Переклад субтитрів короткометражного фільму «Ноктюрн для опавших листьев» (режисер Олександр Морев, 2013)

### Найважливіші публікації
- Автоцензурування перекладача: причини і наслідки // Гуманітарна освіта в технічних вищих навчальних закладах: Зб. наукових праць факультету лінгвістики Гуманітарного інституту Національного авіаційного університету. – К.: ІВЦ Держкомстату України. – 2005. – Вип. 10. – С. 136—142
- А Україна ж чим завинила, або Знову за рибу гроші (До виходу перекладу роману Дж. Фойєра) // Народна воля, Скрентон, Пенсильванія, США. – Ч. 27. – 7.08.2005; – Ч. 28. – 14.08.2005
- Замовник як критерій якості перекладу (На матеріалі українсько-англійського перекладу юридичного тексту) // Мова і культура. (Науковий щорічний журнал). – К.: Видавничий Дім Дм. Бураго, 2004. – Вип. 7. – Т. VIII. Теорія і практика перекладу. – С. 85-90
- Стан сучасного перекладознавства на Заході // Записки перекладацької майстерні. – Т. 3. – Львів, 2002. – С. 6-18; Всесвіт. – 2003. – № 3–4. С. 117—123
- Юридичні терміни як перекладознавча проблема // Вісник Національного університету «Львівська політехніка» Проблеми української термінології. – Львів: НУ «Львівська політехніка», 2003, № 490. – 158 с. (стор. 71–75).

### Лексикографія
- Взяв участь в укладанні і редагуванні «Англо — українського словника юридичних термінів» // Під редакцією С. В. Ківалова та В. Я. Мізецької. – Одеса: Юридична література, 2004. – 600 с.